# HK Soczi
HK Soczi (ros. ХК Сочи) – rosyjski klub hokeja na lodzie z siedzibą w Soczi, występujący w rozgrywkach KHL.

## Historia
Projekt stworzenia klubu zaistniał w związku ze zorganizowaniem turnieju hokeja na lodzie w czasie Zimowych Igrzysk Olimpijskich 2014 w Soczi, w ramach którego jednym z dwóch lodowisk był Pałac lodowy Bolszoj. 30 kwietnia 2014 władze KHL oficjalnie potwierdziły przyjęcie klubu z Soczi do rozgrywek 2014/2015. Początkowo drużyny miała nosi nazwę Leopardy lub Delfin, jednak później zaczęła funkcjonować jako HK Soczi, lecz z leopardem w logo.
Trenerem zespołu został Wiaczesław Bucajew. Jego asystentami zostali Aleksiej Gusarow (trener obrońców) i Jurij Szundrow (trener bramkarzy). Po zakończeniu sezonu KHL (2013/2014) trwało kompletowanie kadry drużyny. 17 czerwca 2014 odbył się Expansion Draft, w ramach których klub pozyskał zawodników oddanych z innych zespołów KHL. W połowie lipca rozpoczęła działać oficjalna strona klubu. Od 2014 przez trzy sezony w sztabie trenerskim był Michaił Krawiec.
W lipcu 2016 została zawarta umowa o współpracy HK Soczi z klubem Dinamo Sankt Petersburg, beniaminka w lidze WHL. W marcu 2017 nowym trenerem został Siergiej Zubow. Nowym asystentem został Konstantin Kuraszew, a pozostał na tej funkcji Krawiec. W 2017 drużyna juniorska Kapitan Stupino z ligi MHL została stowarzyszona z HK Soczi.
We wrześniu 2019 do sztabu trenerskiego dołączył były zawodnik Wadim Chomicki. W październiku 2019 Zubow został zwolniony, a w jego miejsce nowym głównym trenerem został Alaksandr Andryjeuski. Wówczas trenerem bramkarzy został Wadim Tarasow. Od początku listopada do końca grudnia 2019 trenerem w sztabie był Maksim Spiridonow. W czerwcu 2020 ze sztabu odeszli Pavel Hynek, Igor Efimow i Wadim Tarasow, a pozostali w nim Wadim Chomicki, Aleksandr Mikulczik, Pawieł Smirnow oraz dołączyli Jewgienij Filipow, Jegor Baszkatow, Aleksandr Zalewski i Nikołaj Pronin. W połowie października 2020 nowym szkoleniowcem został Jewgienij Stawrowski. W czerwcu 2021 zastępcą dyrektora generalnego ds. operacji hokejowych został mianowany Aleksiej Badiukow. 1 lipca 2021 sportowym dyrektorem został ogłoszony Rienat Mamaszew. We wrześniu 2021 głównym trenerem został Andriej Nazarow. W październiku 2022 Nazarow został zwolniony, a jego miejsce zajął Siergiej Swietłow. Został on zwolniony w styczniu 2023.
Zespołem farmerskim dla HK Soczi został Buran Woroneż.